# Смирнов, Борис Валентинович
Борис Валентинович Смирнов (8 февраля 1924, Москва — 2000, Пятигорск) — советский хозяйственный, государственный и политический деятель.

## Биография
Участник Великой Отечественной войны в составе 1-й авд 3-го шак 2-й ВА, 3-го шап 1-й Чехословацкой сад 1-го Украинского фронта.
После войны окончил Пятигорский педагогический институт (1948). Работал первым секретарём Пятигорского горкома комсомола, секретарём Тартусского областного комитета ЛКСМ Эстонии (1952—1953). Затем заместитель заведующего отделом Пятигорского горкома КПСС, третий, затем второй секретарь горкома. В 1961 году защитил в Москве диссертацию на соискание учёной степени кандидата экономических наук на тему «Использование экономических законов социализма в колхозном производстве (на материалах колхозов Ставропольского края. Период 1953—1958 гг.)». В 1960-е гг. заведующий отделом науки и учебных заведений Ставропольского крайкома КПСС.
Преподавал в Пятигорском педагогическом институте иностранных языков, затем в Ставропольском государственном педагогическом институте, в 1979—1987 гг. его ректор. Занимался вопросами преподавания произведений В. И. Ленина в школе: был одним из составителей учебного пособия «Сборник произведений В. И. Ленина: для учащихся средних школ и средних специальных заведений» (М.: Политиздат, 1972), главой редколлегии книги «Вечно живой родник: Из опыта работы по изучению в школе жизни, деятельности, произведений В. И. Ленина и документов КПСС» (Ставрополь, 1975) и т. д.